# Augie Isaac
Augie Isaac (* 5. August 2000) ist ein US-amerikanischer Schauspieler.

## Leben
Isaac wurde in seiner Rolle als Gus in Mighty Med – Wir heilen Helden bekannt. 

## Filmografie
Serien
- 2013: Back in the Game
- seit 2013: Mighty Med – Wir heilen Helden
- 2016–2018: School of Rock

Filme
- 2013: Der unglaubliche Burt Wonderstone